# Route départementale 27 (Allier)
Pour les articles homonymes, voir Route départementale 27.
La route départementale 27, ou RD 27, est une route départementale de l'Allier reliant Cusset à Saulzet.

## Histoire
Cette route était nommée, en 1910, le chemin de grande communication no 27.
En 1930, il était prévu le classement de cette route dans le domaine routier national. Le goudronnage de la route avait également été planifié pour 1932.
En 2009, un carrefour giratoire avec les routes départementales 2009 et 42 a été aménagé à l'extrémité ouest de la route, à Saulzet.

## Exploitation
La route départementale 27 est gérée par le conseil départemental de l'Allier. Son entretien est assuré par l'unité technique et territoriale (UTT) de Lapalisse-Vichy sur le territoire communal de Cusset, Creuzier-le-Vieux, Charmeil, Vendat, Saint-Pont et Escurolles, et de l'UTT de Saint-Pourçain-sur-Sioule pour la commune de Saulzet.

## Tracé de la route
La route départementale 27 commence à Cusset, boulevard du Bicentenaire. Elle dessert la zone d'activités de Champcourt. Elle devient ensuite la route de Charmeil et traverse le lieu-dit Beausoleil, puis descend jusqu'au lieu-dit Boutiron (sur la commune de Creuzier-le-Vieux), croise les départementales 6E et 174 et franchit le pont Boutiron.
À Charmeil, elle croise la route départementale 6 ; après un tronc commun de 400 m, elle traverse la Limagne bourbonnaise.

### Communes desservies
- Cusset : Boulevard du Bicentenaire, puis Route de Charmeil
- Beausoleil, communes de Cusset et de Creuzier-le-Vieux : Route de Charmeil (à Cusset), puis Rue de Boutiron (à Creuzier-le-Vieux)
- Boutiron, commune de Creuzier-le-Vieux
- Franchissement de l'Allier par le pont Boutiron
- Charmeil : Route du Pont Boutiron
- Tronc commun avec la RD 6
- Charmeil : Route de la Montée du Loup
- Vendat : Rue de Vichy, Rue des Landes, puis Rue de Saint-Pont
- Saint-Pont : Route de Vendat, puis Route d'Escurolles
- Escurolles : Rue du Grand Domaine, Rue du Marché, Rue de Cournassat puis Route de Saulzet
- Saulzet : Rue de l'Église, puis Rue des Billys

### Intersections
La route départementale 27 croise les routes suivantes :
- la RD 2209 : Cusset-centre, Varennes-sur-Allier ;
- la RD 258 : Creuzier-le-Vieux ;
- la RD 174 (Rue de l’Industrie) : Zone industrielle et d’activités Vichy-Rhue et la RD 6E : Rue des Ailes, vers Centre commercial et clinique La Pergola, Collège Jules-Ferry ;
- la RD 6 : Bellerive-sur-Allier, Aéroport ;
- la RD 220 vers Saint-Rémy-en-Rollat ; la RD 279 vers le centre-ville de Vendat et la RD 278 vers Lourdy et Broût-Vernet ;
- la RD 2009, ancienne RN 9 : Gannat, Saint-Pourçain-sur-Sioule et la RD 42 : Jenzat, au niveau du giratoire.

## Trafic
La RD 27 compte plus de 5 000 véhicules par jour entre Cusset (D 2209) et Charmeil (D 6).

## Projet
La route départementale 27 croisera le contournement nord-ouest de Vichy au moyen d'un carrefour giratoire. La mise en service est prévue en 2025.